# ザ・リッツ・カールトン京都

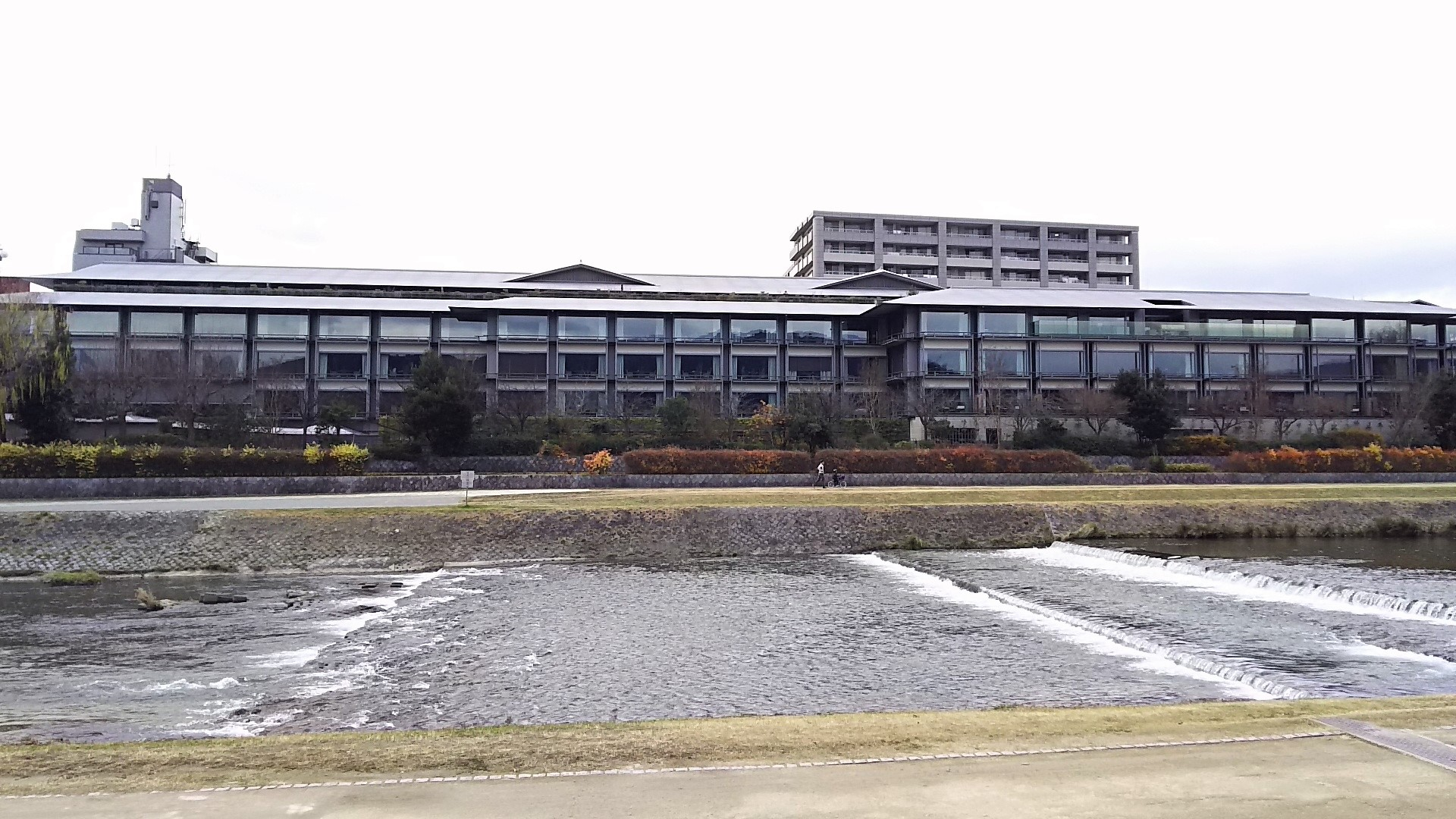
鴨川対岸より撮影

ザ・リッツ・カールトン京都（ザ・リッツ・カールトンきょうと、英: The Ritz-Carton Kyoto）は、京都市中京区鴨川畔に位置する2014年（平成26年）2月7日開業の最高級ホテルである。運営はザ・リッツ・カールトン。ホテルフジタ京都を取り壊し、建設された。

## 特徴
2014年（平成26年）2月7日開業。ザ・リッツ・カールトン・ホテル・カンパニーL.L.C.が運営する日本国内で4店目のホテルである。
客室はスイートルーム9タイプ17室、和室1室を含む全134室。最もベーシックなデラックスの広さは46 m2（平方メートル）以上の広さである。最高級のザ・リッツ・カールトン・スイートは212 m2の広さ。客室の広さは平均50 m2以上で、京都市内では最大級である。
2016年には、第57回BCS賞を受賞した。
積水ハウスにより開発され、積水ハウス・リート投資法人が2019年1月に40%取得、2020年4月に9%追加取得、2022年8月に積水ハウスに売却し、再び積水ハウスによる完全所有となっている。

## 設備
2つのレストラン及び、ラウンジバーを備える。
- 水暉（みずき）(日本料理）
- La Locanda（ラ・ロカンダ）（イタリア料理）

「夷川邸」明治41年に建てられた藤田財閥の藤田伝三郎の別邸を、レストラン内に移築してある。
- ザ・ロビーラウンジ